# کتن (زاکسن-آنهالت)
کتن (به آلمانی: Käthen) یک منطقهٔ مسکونی در آلمان است که در بیسمارک (آلتمارک) واقع شده‌است. کتن ۱۴۳ نفر جمعیت دارد.